# Varför just jag? (Stefan Kazikowski)
Varför just jag? är en bok utgiven 2019 av Stefan Kazikowski. Boken beskriver hans fars upplevelser som lägerfånge under Förintelsen.
Författaren Stefan Kazikowski (född 1956) har en forskarutbildning i oorganisk kemi och har arbetat inom kemisk industri och senare som högstadielärare inom matematik/NO. Han är son till Richard Kazikowski (1919–2003) som växte upp i Polen och som tillbringade flera år under andra världskriget som lägerfånge i bland annat Auschwitz och Neuengamme. Richard Kazikowski överlevde och genom en svensk räddningsaktion kom han till Sverige 1945.
Richard Kazikowski verkade i Sverige som civilingenjör, men kom under den senare delen av sitt liv att besöka många skolor och berätta om sina upplevelser. Han gav 1987 ut boken Arbeit macht frei - vardagsliv i koncentrationsläger 1940–1945.  
Sonen Stefan Kazikowski har i den nya boken minskat ned textmängd i boken från 1987 och kompletterat med fler illustrationer, referensmaterial och bevismaterial, allt med förhoppningen att boken ska nå yngre läsare.

## Utgåva
- Kazikowski, Stefan (2019). Varför just jag? Om att överleva Auschwitz I, Neuengamme och Watenstedt. [Tyresö]: Sivart förlag. Libris bm0k1msc814b29hs. ISBN 9789185705931

### Förlaga
- Kazikowski, Richard (1987). "Arbete ger frihet": (Arbeit macht frei) : vardagsliv i koncentrationsläger 1940-1945. Stockholm: Carlsson. Libris 7665748. ISBN 9177981383